# Austrobuxus nitidus
Austrobuxus nitidus là một loài thực vật có hoa trong họ Picrodendraceae. Loài này được Miq. mô tả khoa học đầu tiên năm 1861.